# Дебелт
Де́белт (болг. Дебелт) — село в Бургаській області Болгарії. Входить до складу общини Средець.

## Населення
За даними перепису населення 2011 року у селі проживали 1858 осіб.
Національний склад населення села:
| Національність   | Кількість осіб | Відсоток |
| ---------------- | -------------- | -------- |
| болгари          | 881            | 90,5%    |
| цигани           | 59             | 6,1%     |
| турки            | 21             | 2,2%     |
| інша             | 6              | 0,6%     |
| не визначились   | 6              | 0,6%     |
| Всього відповіли | 973            |          |

Розподіл населення за віком у 2011 році:
Динаміка населення: